# Barbudo-gigante
O barbudo-gigante (Polydactylus quadrifilis) é uma espécie de peixe actinopterígeo pertencente à família Polynemidae.
Atinge um comprimento máximo de 2 m e um peso máximo de 75 kg.
É uma espécie de interesse comercial que habita a região tropical, no Atlântico Oriental, em águas salobres de estuários e lagoas.
Alimenta-se de crustáceos e peixes.

## Denominações em paises de língua portuguesa
- Angola
  - Barbudo
- Cabo Verde
  - Barbo
  - Barbudo-gigante
  - Capitão
  - Peixe-barba
- Portugal
  - Barbudo-gigante